# Округ Шаља
Округ Шаља (слч. Okres Šaľa) округ је у Њитранском крају, у Словачкој Републици. Административно средиште округа је град Шаља.

## Географија
Налази се у западном дијелу Њитранског краја.
Граничи:
- на сјеверу је Округ Њитра,
- источно Округ Нове Замки,
- западно Трнавски крај,
- јужно Округ Коморан.

Клима је умјерено континентална.

## Становништво
| Година:    | 1994.  | 2004.   | 2014.   | 2024.   |
| ---------- | ------ | ------- | ------- | ------- |
| Број људи: | 54 540 | 54 110  | 52 780  | 49 971  |
| Разлика:   |        | -0,78 % | -2,45 % | -5,32 % |

| Година:    | 2023.  | 2024.   |
| ---------- | ------ | ------- |
| Број људи: | 50 384 | 49 971  |
| Разлика:   |        | -0,81 % |

Према подацима о броју становника из 2011. године округ је имао 53.258 становника. Словаци чине 60,7% становништва.
| Етнички састав (2011)‍ | Етнички састав (2011)‍ | Етнички састав (2011)‍ | Етнички састав (2011)‍ | Етнички састав (2011)‍ |
| --------------------- | --------------------- | --------------------- | --------------------- | --------------------- |
|                       |                       |                       |                       |                       |
| Словаци               | Словаци               |                       | 0                     | 60,7%                 |
| Мађари                | Мађари                |                       | 0                     | 31,37%                |
| Роми                  | Роми                  |                       | 0                     | 0,76%                 |
| Чеси                  | Чеси                  |                       | 0                     | 0,43%                 |
| остали, непознато     | остали, непознато     |                       | 0                     | 6,74%                 |

## Насеља
У округу се налази један град и 12 насељених мјеста.